# Józef Sykulski
Józef Walery Sykulski (ur. 15 grudnia 1905 r. w Końskich, zm. 14 stycznia 1994 r. w Krakowie) – polonista, literat amator, krajoznawca i popularyzator legend związanych z Dolnym Śląskiem i Karkonoszami.

## Życiorys
W roku szkolnym 1924/25 pracował jako nauczyciel w szkole podstawowej we wsi Sławno w powiecie Opoczno. Następnie podjął studia polonistyczne na Uniwersytecie Warszawskim (1929) oraz pedagogiczne na Uniwersytecie Jagiellońskim (1931).  Po ukończeniu studiów pracował jako nauczyciel w: w szkole ćwiczeń w Augustowie, seminarium nauczycielskim w Słonimie, gimnazjum w Wołkowysku, i gimnazjum w Oszmianie. W 1938 roku został mianowany profesorem. W czasie okupacji udzielał się w tajnym nauczaniu. Tuż po zakończeniu II wojny światowej przeprowadził się do Jeleniej Góry. Tam zetknął się starą legendą o Duchu Gór, różnie nazywanym, najczęściej jednak z niemiecka Rübezahl, co Sykulski przetłumaczył dosłownie jako Liczyrzepa ((weisse) Rübe to rzepa, zaś zahl (zählen) - liczyć). Jeszcze w 1945 wydano jego "Liczyrzepa zły duch Karkonoszy i Jeleniej Góry" nakładem Księgarni ZLP. Była to pierwsza pozycja wydana na Dolnym Śląsku w języku polskim po 1945 roku. Szerszemu gronu odbiorców Liczyrzepa, a pośrednio i Sykulski, stali się znani dzięki popularyzacji tej wersji legendy przez Polskie Radio, PAP i inne media. Sam autor tego imienia uważa je za błędne: "Dziś nazwałbym go Skarbnikiem ryfejskim" - mówił potem, jedna z następnych jego książek nosi tytuł "Legendy i przypowieści o Skarbniku ryfejskim, opiekunie mieszkańców Karkonoszy". Lecz imię Liczyrzepy utrwaliło się już w kulturze, nadawano je schroniskom, restauracjom, a nawet grze liczbowej. Oprócz legendy Liczyrzepy, popularyzacją której najbardziej zasłynął, badał też inne dolnośląskie legendy. Ich zbiór wydano jako "Legendy historyczne Dolnego Śląska".
W Jeleniej Górze pracował jako nauczyciel w  Koedukacyjnym Gimnazjum i Liceum im. Stefana Żeromskiego. W 1954 przeniósł się do Krakowa gdzie przez wiele lat pracował w IV Liceum Ogólnokształcącym im. T. Kościuszki. Był odznaczony m.in. Złotym i Srebrnym Krzyżem Zasługi oraz odznaką Tysiąclecia Państwa Polskiego.

## Twórczość
Napisał ponad 130 książek i artykułów. Większość z nich jest związanych z historią Jeleniej Góry i okręgu jeleniogórskiego. Wybrane książki:
- Liczyrzepa, zły duch Karkonoszy i Jeleniej Góry, Jelenia Góra 1945
- Jelenia Góra i okolice. Szkice historyczne i legendy, Jelenia Góra 1945
- Z przeszłości Jeleniej Góry, Jelenia Góra 1946
- Karpacz, Bierutowice, świątynia Wang, Śnieżka, Jelenia Góra 1946
- Ilustrowany przewodnik po Jeleniej Górze i okolicy. Jelenia Góra 1946[5]
- Jelenia Góra, perła Gór Olbrzymich, Jelenia Góra 1946
- 366 wiadomości o Dolnym Śląsku. Kalendarz i notatnik na rok 1948, Jelenia Góra 1947